# Centrumhuset, Göteborg

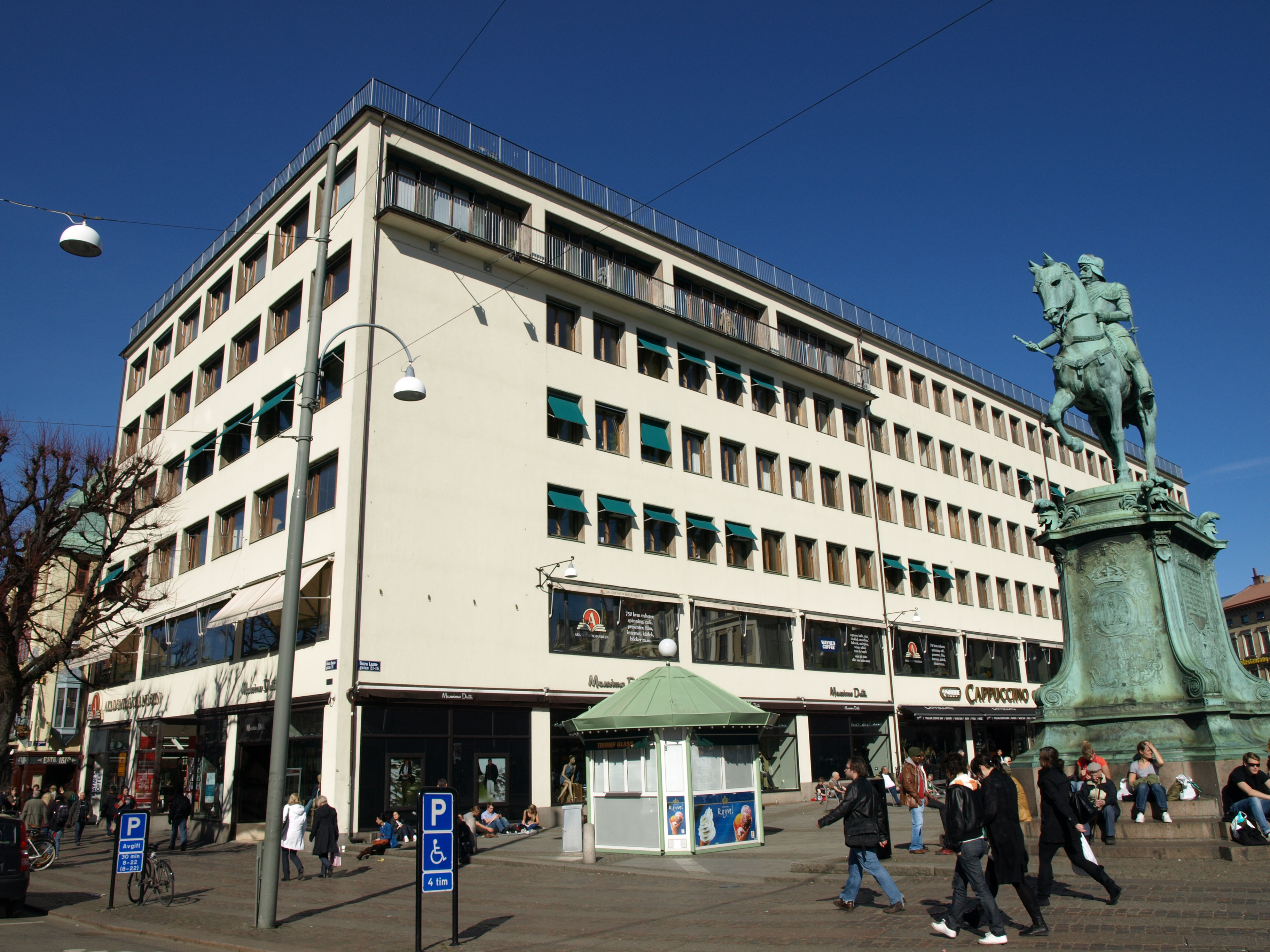
Centrumhuset i april 2009. Till höger syns statyn "Kopparmärra".

Butiks- och kontorskomplexet Centralen, som låg där Centrumhuset numera ligger. Fasad mot Östra Hamngatan.

Centrumhuset är ett kontors- och affärshus vid Östra Hamngatan 52 i kvarteret Vattenkällan i centrala Göteborg. Byggnaden uppfördes 1936–1937 av storbyggmästaren Olle Engkvist för Brand- och Lifförsäkrings AB Svea och Försäkrings AB Nornan. Arkitekt till den trappstegsformade byggnaden, med tre våningar mot Kungsgatan och sex mot Östra Hamngatan-Larmgatan, var Nils Einar Eriksson.

## Historia
År 1935 sålde Fastighets AB Centralen sin fastighet till Försäkrings AB Svea Nornan, omfattande Östra Hamngatan 52, Kungsgatan 61, 63, 65 och Östra Larmgatan 17, 19, 21. Bakom försäljningen låg Cosmoramabolaget, vilka som villkor för försäljningen angav att ingen biograflokal fick förekomma i byggnaden. I hörnbutiken åt Kungsportsplatsen startade Ralph Rilton 1937-09-10 en modefirma, vilken 1940 följdes av Götbergs textilfirma. Restaurang Bäckakällan som drevs i AB ICA-restaurangers regi kom 1961. Götabanken tog över lokalen 1975. Butiken i hörnet åt Kungsgatan innehades först av Hasselblads Livsmedelshandel, därefter av en av modekedjan Hennes (senare del av Hennes & Mauritz) göteborgsfilialer. Åt Kungsportsplatsen låg Bäcksins kemikalieaffär, liksom firman Carl Johnsson ("Kalle Knäck"). Presentaffären Lido fanns här med innehavaren Helge Heyman, senare en resebyrå. Ewertz Konsthandel startade på Östra Larmgatan och flyttade därefter till Kungsgatan 60, därefter Centrumhuset Östra Larmgatan 19. 
Ytterligare verksamheter åt Kungsgatan har varit; Perssons Garn, Kid Barnkläder och juvelerare Jarl Sandin. I hörnet vid Östra Larmgatan fanns firma Bröderna Lindstrand under många år. Här såldes möbler och leksaker i en avdelning och musikinstrument i en annan. År 1954 övertogs lokalerna av textilfirman Eklund & Co. Därefter följde Malmsjös Musikhandel samt Mellgrens Antikvariat (1965; grundat 1911) och vidare Erdmanns Musikaffär.
Den tidigare passagen genom huset, mellan Kungsgatan och Larmgatan, har satts igen. Byggnaden är ett mycket tidstypiskt exempel på 1930-talets funktionalism i Göteborg. Exteriören har kvar sin ljusa, slätputsade fasad och tidstypiska detaljer som takterrass, balkong och lackade fönsterbågar.